# Hot Tub – Der Whirlpool … ist ’ne verdammte Zeitmaschine!
Hot Tub – Der Whirlpool … ist ’ne verdammte Zeitmaschine! ist eine amerikanische Zeitreise-Komödie aus dem Jahr 2010. Sie startete am 30. September 2010 in den deutschen Kinos. Im Jahr 2015 erschien eine Fortsetzung des Films mit dem Titel Hot Tub Time Machine 2.

## Handlung
Adam wurde gerade von seiner Freundin verlassen. Sie hat fast das komplette Haus leer geräumt und kaum etwas für ihn übrig gelassen. Sein Neffe Jacob wohnt in seinem Keller und spielt lieber besessen Second Life, anstatt sich um sein Leben zu kümmern. Nick ist auch in seinem Leben gestrandet. Er musste zu Gunsten seiner Frau seine Musikkarriere aufgeben, arbeitet in einem Hunde-Spa und lebt in einer Ehe mit einer kontrollsüchtigen Frau, die scheinbar auch noch eine Affäre hat. Lou ist geschieden und besitzt neben einem Haufen Schulden nichts. Insgesamt hat das Jahr 2010 allen nicht viel zu bieten.
So kommt es, dass Lou einen Suizidversuch unternimmt, indem er bei einem Lied seiner Lieblingsband Mötley Crüe eine Kohlenstoffmonoxidvergiftung verursacht. Als Adam und Nick ihn später im Krankenhaus besuchen, streitet er alles ab. Es sei lediglich ein Unfall gewesen. Sich ihrer Situation bewusst, verabreden spontan alle drei, dass sie ein Wochenende im Kodiak Valley Ski Resort, wo sie einst ihre beste Zeit hatten, verbringen sollten. Mit Sack und Pack, sowie Adams Neffen Jacob reisen sie dorthin und merken, dass das Kodiak Valley auch schon bessere Zeiten erlebt hat. In ihrem mittlerweile heruntergekommenen Hotel von damals übernachten sie. Auch der übellaunige einarmige Page Phil Wedmaier hat seine besten Zeiten hinter sich. Während einer verrückten und ausgelassenen Nacht voller Alkoholkonsum im Whirlpool verschüttet jemand das illegale Chernobly (In Anlehnung an die Katastrophe von Tschernobyl) über dessen Elektronik. Als sie am nächsten Morgen erwachen, sehen sie ein kleines Eichhörnchen, auf das sich Lou übergibt. Auch nach einem Skiausflug merken alle noch nicht, was passiert ist. Erst in einer Bar sehen sie, wie viele einen Walkman nutzen, Präsident Ronald Reagan im Fernsehen auftritt, David Bowie für MTV wirbt und Alf sich größter Beliebtheit erfreut. Aber erst nach der Antwort Schwarz auf die Frage, welche Hautfarbe Michael Jackson hat, merken sie, dass sie sich in den 1980ern befinden.
Zurück im Hotelzimmer finden sie heraus, dass der einarmige Page Phil zwei Arme hat. Sie sind sich sicher, im Jahr 1986 gelandet zu sein. Ein Blick in den Spiegel verrät, dass sie sich selbst als 2010er-Ausgaben sehen, während andere sie so sehen, wie sie einst 1986 aussahen. So hat der Glatzkopf Lou plötzlich eine lange Rockermähne, Nick ist schlank und hat eine Turmfrisur und Adam ist ebenfalls schlanker. Lediglich Adams Neffe Jacob, der 1986 noch nicht geboren war, sieht aus wie im Jahr 2010.
Adam, Lou und Nick erinnern sich, an welchem Wochenende sie 1986 im Resort waren und dass der Abend nicht ideal lief. Adam verließ seine Freundin Jenny und bekam als Dank eine Gabel ins Auge gestochen. Lou wurde von Blaine schikaniert und verprügelt, während Blaine auf seine Freunde zählen durfte, ließen ihn damals Adam und Nick im Stich. Nick hatte derweil eine Katastrophe während eines Musikwettbewerbs zu verkraften. Doch auch Jacob ist in diesen Abend involviert, so wurde seine Mutter von einem unbekannten Mann geschwängert, denn neun Monate später erblickte er das Licht der Welt. Mit etwas Hintergrundwissen über Terminator, Timecop und Stargate sind sie sich der Konsequenzen ihres Handelns bewusst und befürchten anhand des Schmetterlingseffekts schlimmere Konsequenzen für ihre eigene Zukunft. Sie müssen sich also ihrer Pein stellen. Jacobs Existenz selbst hängt davon ab.
Adam weiß, dass er sich von seiner Jugendliebe Jenny trennen muss. Doch er hat nicht nur Angst davor, dass er wieder eine Gabel ins Auge gestochen bekommt, sondern auch davor, dass er weiß, dass er nie wieder eine Frau derart lieben wird. Während er zögert, beginnt sich bereits die Zeitlinie zu verändern. Er trifft die junge Journalistin April, die er einst nicht traf, und freundet sich schnell mit ihr an. Während eines Treffens nahe dem Whirlpool zwischen Adam, Nick und Lou wird klar, dass er sich nicht an die Abmachung hielt, die Vergangenheit erneut zu durchleben. In einem heftigen Streit trennen sich die drei Freunde und beschließen, ihre eigenen Wege zu gehen. Adam, pflichtbewusst und emotional verwirrt, trifft sich erneut mit Jenny, doch anstatt mit ihr Schluss zu machen, kommt ihm Jenny zuvor und macht mit ihm Schluss. Das kann Adam nicht fassen und lässt sich zu einer Tirade des Frustes hin und bekommt dafür erneut eine Gabel ins Auge gestochen. Aus Trauer über diesen Verlust konsumiert Adam Stoff aus seinem Drogenkoffer und schreibt Liebesgedichte. Nachdem er high in die Sterne schaut, läuft ihm erneut April über den Weg. Beide verbringen den Abend miteinander und kommen sich näher.
Lou selbst will sich nicht seiner Vergangenheit stellen. Zwar lässt er sich widerwillig darauf ein, dass er von Blaine geschlagen wird, doch merkt er spätestens, als Adam seinen Teil der Abmachung nicht hielt, dass er sein Wissen über die Zukunft nutzen kann. Während eines Billardspiels läuft im Hintergrund ein Fernseher, der live ein Football-Spiel überträgt. Lou erinnert sich an das AFC Championship Game zwischen den Denver Broncos und den Cleveland Browns. Nach mehreren Wetten setzt er kurz vor Schluss des Spiels bei einer Alles oder Nichts-Wette inklusive Blowjob darauf, dass 37 Sekunden vor Schluss ein Pass von John Elway einen Touchdown zum Sieg der Broncos beitragen wird. Dies ging eigentlich als The Drive in die Geschichte ein. Doch wie durch ein Zufall passiert es hier nicht, denn das Eichhörnchen, auf welches sich Lou vorher übergab, läuft über das Spielfeld und vereitelt die Passannahme. Lou verliert damit nicht nur sein ganzes Geld, was erträglich wäre, sondern muss, wie vorher gewettet, Nick oral befriedigen.
Auch Nick versucht seine Vergangenheit zu wiederholen und hat Sex mit einem Groupie namens Tara. Doch weil seine Liebe zu seiner zukünftigen Frau ihn mit schweren Gewissensbissen plagt, kann er es nicht genießen. Dass seine Frau 1986 erst 9 Jahre alt ist und er sie noch gar nicht getroffen hat, ist für ihn dabei nebensächlich. Während des Streites mit Adam, ob er seine Jenny verließ oder nicht, beschließt auch er seinen eigenen Weg zu gehen. Nachdem er Lous Wette begleitete und Wettopfer für einen Blowjob mit ihm wurde, muss er nur noch eine Schmach in seiner Vergangenheit tilgen. Während er beim ersten Mal beim Musikwettbewerb ausgebuht wurde, legt er mit dem Hit Let's Get It Started von den Black Eyed Peas einen krachenden Erfolg auf der Bühne hin.
Jacobs größtes Problem liegt darin, möglicherweise niemals geboren zu werden. So versucht er permanent, alle davon zu überzeugen, dass sie sich doch bitte an ihre Vergangenheit halten mögen. Der Techniker, der sich immer kryptisch ausdrückt, meint, dass nicht viel Zeit sei, zurück in die Zukunft zu reisen und dass das Geheimnis der Reise im Chernobly liege. Nachdem er Adam und Nick Bescheid gab, suchen sie Lou, der durch Zufall doch noch in die Schlägerei mit Blaine geriet. Als sie ihn auf dem Dach finden, entfacht ein kleiner Streit über Freundschaft und ob die Zukunft oder Vergangenheit die bessere Zeit sei. Lou rutscht aus, stürzt fast vom Dach und wird gerade noch von Adam und Nick gehalten. Als auch diese beinahe abstürzen greift der zukünftig einarmige Phil ein und rettet sie mit dem starken rechten Arm. Lou kann es nicht fassen, dass er es immer noch nicht erlebt hat, wie Phil diesen Arm verlieren wird. Aber dafür bleibt keine Zeit und alle vier machen sich auf, um das Chernobly zu finden, welcher im Besitz von Blaine ist, der den Rucksack von Lou stahl. Also durchsuchen alle die Zimmer des Anwesens. Doch auch hier läuft nicht alles nach Plan. Während Adam und Jacob Blaines Zimmer durchsuchen, ruft Nick die neunjährige Version seiner Frau an und konfrontiert sie mit seinem Schmerz und Frust darüber, dass und wie ihr zukünftiges Ich ihn betrogen hat. Adam und Jacob unterbrechen ihn dabei und hindern ihn am weiteren Anruf. Währenddessen hätte Lou auch suchen sollen, doch hat er es eher vorgezogen, Kelly zu verführen. Während des Sexes mit ihr wird er von den anderen dreien unterbrochen und plötzlich verschwindet Jacob. Lou registriert das und weiß, dass er der Vater von Jacob ist und es mit Adams Schwester nun beenden müsse, damit Jacob doch geboren wird.
Nachdem dies erledigt ist, stellt sich ihnen nur noch Blaine mit dem Chernobly in den Weg. Doch dieses Mal lässt sich Lou nicht unterkriegen und wehrt sich, wobei ihm seine Freunde zu Hilfe kommen. Gemeinsam erobern sie ihr Chernobly und schaffen es zu flüchten. Auf der Flucht werden sie vom zweiarmigen Phil unterstützt, während Blaine und seine Leute sie verfolgen. Als sie das Hotel erreichen, bedanken sie sich bei Phil, der sich ebenfalls bedankt und dadurch seinen rechten Arm verliert. Lou kann endlich jubeln, hat er doch erlebt, wie der einarmige Phil einst seinen Arm verlor. Das Chernobly wird anschließend schnell über den Whirlpool geschüttet und Nick und Jacob reisen zurück in ihre Zeit. Lou selbst offenbart Adam, dass er doch probiert hat, sich umzubringen und die 80er seine Zeit seien. Er schubst Adam in den Pool und bleibt zurück.
Adam, Nick und Jacob erreichen ihr altes Hotelzimmer im Jahr 2010. Ein tragbarer DVD-Spieler erwartet sie mit einer DVD. Darin erklärt Lou, wie er die letzten Jahre verbracht hat und dass er sein Wissen nutzte, um sich zu bereichern, so ist er Teilhaber von Lougle und war einst Bandmitglied von Mötley Lüe. Phil überrascht sie mit weiteren Instruktionen und erklärt, wie er einst beinahe seinen rechten Arm verlor und von Blaine und seinen Leuten gerettet und versorgt wurde. Als später Adam sein Haus betritt, sieht er zur eigenen Freude, dass er mit April verheiratet ist und scheinbar eine mehrjährige glückliche Ehe verbrachte. Auch Nick scheint sein Glück im Leben gemacht zu haben, so hat er nach der Vorführung von Let's Get It Started eine erfolgreiche Karriere als Musikproduzent gestartet. Ebenso ist seine Frau eine treue liebende Ehefrau geworden, nachdem sie einst einen unheimlichen Anruf als Neunjährige erhielt. Jacob hat ebenfalls plötzlich sich liebende Eltern. Kelly und Lou sind nach 24 Jahren immer noch zusammen und bieten ihm eine Familie.

## Deutsche Fassung
Das Unternehmen FFS Film- & Fernseh-Synchron aus Berlin zeichnete für die Synchronisation unter der Dialogregie von Sven Hasper verantwortlich.
| Rolle       | Darsteller        | Synchronsprecher  |
| ----------- | ----------------- | ----------------- |
| Adam        | John Cusack       | Andreas Fröhlich  |
| Jacob       | Clark Duke        | Fabian Hollwitz   |
| Nick Webber | Craig Robinson    | Daniel Zillmann   |
| Lou Dorchen | Rob Corddry       | Olaf Reichmann    |
| April       | Lizzy Caplan      | Natascha Geisler  |
| Blaine      | Sebastian Stan    | Robin Kahnmeyer   |
| Chaz        | Charlie McDermott | Konrad Bösherz    |
| Techniker   | Chevy Chase       | Joachim Tennstedt |
| Jenny       | Lyndsy Fonseca    | Magdalena Turba   |
| Kelly       | Collette Wolfe    | Maria Koschny     |
| Phil        | Crispin Glover    | Sven Hasper       |
| Zoe         | Crystal Lowe      | Debora Weigert    |
| Lucy        | Julia Maxwell     | Anja Rybiczka     |
| Tara        | Jessica Paré      | Nicole Hannak     |

## Soundtrack
Der Soundtrack zum Film wurde am 23. März 2010 von Rhino Records veröffentlicht. Während etwa 40 Titel im Film Verwendung finden, wurden lediglich 15 für den Soundtrack ausgewählt. Einige davon werden von den Originalinterpreten und andere von den Schauspielern gesungen. Allerdings kam es zu einigen Anachronismen. So spielt der Film im Jahre 1986, aber einige Songs wurden erst später veröffentlicht. So wurde der Song Smooth Up in Ya der Hard-Rock-Band BulletBoys nicht vor 1988 veröffentlicht. Auch Kickstart My Heart von Mötley Crüe erschien nicht vor 1989.

## Anachronismen
- Blaine steht in seinem Zimmer vor einem Poster von Rambo III, der aber erst 1988 in die Kinos kam.
- Blaine glaubt, dass Adam, Nick und Lou vielleicht KGB-Spione in einer 21-Jump-Street-Version seien. Die Serie selbst wurde aber erst am 12. April 1987 auf FOX zum ersten Mal ausgestrahlt.
- John Elways The Drive fand ebenfalls erst am 11. Januar 1987 statt.

## Rezeption
Hot Tub Time Machine erhielt allgemein gute Kritiken; Rotten Tomatoes berichtet, dass 64 % der 187 Filmkritiken positiv waren und die Durchschnittswertung 6,1/10 betrug. Konsens der Kritiken ist: „Sein total albernes Skript und seine besonders liebenswerte Schauspielertruppe lassen fast alle Schwachpunkte vergessen“ (Its flagrantly silly script—and immensely likable cast—make up for most of its flaws). Bei Metacritic hat der Film den Durchschnittswert 63 von 100, was auf allgemein positive Kritiken hinweist.
Der Kritiker A. O. Scott von der Zeitung New York Times legte dar: „Der Film ist so schnell und verrückt, ändert abrupt die Richtung, kommt ins Schlittern und macht dann wieder für mehrere Sekunden kehrt, dass kleinere Entgleisungen bei den Gags sofort überholt werden von größeren (und damit brüllend komischen) Entgleisungen des Geschmacks.“ ("the picture moves so quickly and crazily, swerving and skidding and doubling back for seconds, that minor lapses in wit are immediately overtaken by major (and therefore hilarious) lapses in taste.") Er setzte seine Kritik damit fort, dass „die Unterströmung von Frauenfeindlichkeit und homophober Panik, die heutzutage durch die meisten entwicklungsgehemmten, männerzentrierten Komödien verläuft, hier natürlich auch vorhanden ist. Aber anders als im Film Hangover, wo die kindlichen Männerfiguren verniedlicht und sentimentalisiert werden - was ihnen erlaubt durchzuknallen und dann zu Mami nach Hause zu rennen - ist Hot Tub – Der Whirlpool … ist ’ne verdammte Zeitmaschine in seiner Rauheit ehrlich und ziemlich hart zu den Mannsbildern, die die Handelnden und Objekte seiner Satire sind.“ ("the undercurrent of misogyny and homophobic panic that courses through most arrested-development, guy-centric comedies these days is certainly present here. But unlike, say, The Hangover, which sweetens and sentimentalizes its man-child characters — allowing them to run wild and then run home to Mommy — Hot Tub Time Machine is honest in its coarseness and pretty tough on the fellows who are the agents and objects of its satire.")

## Fortsetzung
Am 20. Februar 2015 erschien unter der Regie von Steve Pink die Fortsetzung Hot Tub Time Machine 2. Die Hauptdarsteller Clark Duke, Craig Robinson und Rob Corddry sind wieder vertreten; John Cusack ist lediglich in einem Cameo-Auftritt auf der Unrated-Version des Films zu sehen.